# Mossega papuensis
Mossega papuensis is een insect uit de familie van de mierenleeuwen (Myrmeleontidae), die tot de orde netvleugeligen (Neuroptera) behoort. 
Mossega papuensis is voor het eerst wetenschappelijk beschreven door New in 1990.